# Ângelo Machado
Ângelo Barbosa Monteiro Machado (Belo Horizonte, 22 de maio de 1934 — 6 de abril de 2020) foi um médico, professor, entomológo e escritor brasileiro.
Comendador e Grande oficial da Ordem Nacional do Mérito Científico e membro da Academia Brasileira de Ciências, Machado criou o Laboratório de Neurobiologia do Instituto de Ciências Biológicas da Universidade Federal de Minas Gerais (ICB-UFMG) e junto com sua esposa, a também professora da UFMG Conceição Ribeiro da Silva Machado, foi responsável pela criação do Centro de Microscopia Eletrônica do ICB-UFMG.
Como odonatólogo ele descreveu mais de 97 espécies de libélulas. Em homenagens feitas por outros pesquisadores, seu nome foi incorporado a 55 organismos, entre libélulas, borboletas, abelhas, besouros, aranhas e até um fungo. Em 2016 a revista científica Zootaxa dedicou-lhe um número especial comemorativo de seus 80 anos.

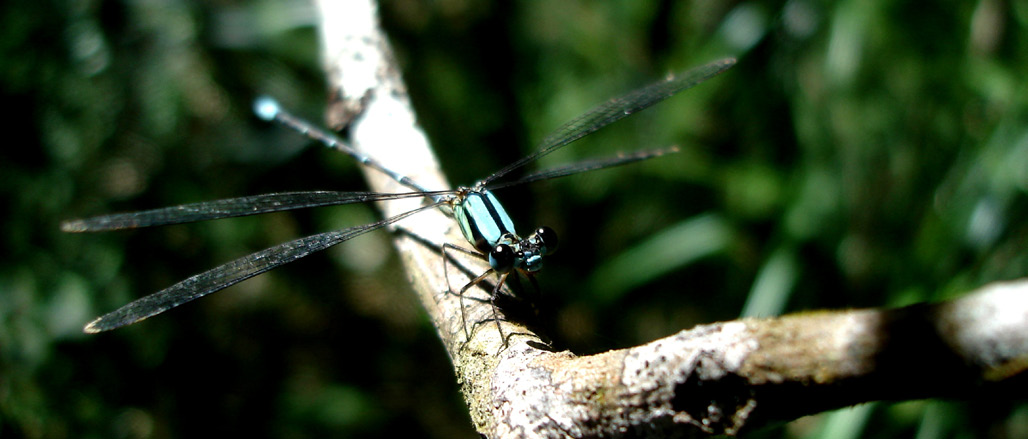
Heteragrion cyane é uma espécie de libélula descrita por Machado em 2014

## Biografia
Ângelo Machado graduou-se em Medicina pela Universidade Federal de Minas Gerais em 1958, porém nunca exerceu a profissão, dedicando-se ao ensino e à pesquisa na área de neurobiologia. Em 1963, ainda na UFMG, obteve o título de doutor em Medicina e no período de 1965 a 1967 fez pós-doutorado na Northwestern University, Chicago, EUA.[carece de fontes?]
De volta à UFMG, trabalhou durante muitos anos pesquisando a glândula pineal e o sistema nervoso autônomo, área na qual fez uma de suas descobertas mais relevantes: a formação das vesículas sinápticas de noradrenalina, a partir do retículo endoplasmático liso, nos terminais axônicos.[carece de fontes?]
Também escreveu um livro didático bastante utilizado no ensino de graduação de diversos cursos da área da saúde, tais como Medicina, Fisioterapia, Enfermagem, Farmácia, dentre outros, "Neuroanatomia funcional".[carece de fontes?]
Aposentou-se em 1987 como professor titular de Neuroanatomia e submeteu-se a novo concurso para docência, tornando-se professor adjunto de Entomologia. Assim, seu passatempo, o estudo de insetos, tornou-se profissão, o que o levou a iniciar um novo hobby: escrever livros para crianças nos quais a temática era a biologia. Essa atividade que lhe rendeu um Prêmio Jabuti em 1993 na categoria de Literatura Infantil. Eventualmente escreveu livros para adolescentes e adultos, como Os fugitivos da esquadra de Cabral (em 2000) e Manual de sobrevivência em festas e recepções com bufê escasso (1998). Ocupou a cadeira nº 26 da Academia Mineira de Letras.
Em 2015 doou sua coleção pessoal de 35 mil libélulas catalogadas para a UFMG.

## Morte
Ângelo Machado sofria de uma doença muscular degenerativa congênita e já não conseguia mais andar há pouco menos de um ano quando morreu em sua cidade natal em 6 de abril de 2020, aos 85 anos de idade, devido a uma parada cardíaca.

## Condecorações
No dia 12 de maio de 2015 recebeu o prêmio Bom Exemplo, que destaca a personalidade do ano em Minas Gerais. Além destas, recebeu mais de 70 prêmios, alguns póstumos.

## Obras literárias
Ângelo Machado tem uma vasta produção literária em que predominam os livros escritos para os públicos infantil e juvenil.

### Literatura científica
- Neuroanatomia Funcional

### Literatura infantojuvenil
- A barba do velho da barba
- O boto e seus amigos
- O casamento da ararinha-azul: uma história de amor
- Chapéuzinho Vermelho e o lobo-guará
- O dilema do bicho-pau[16]
- Douradinho, douradão, rio abaixo, rio acima
- O esquilo esquecido
- Estraladabão-tão-tão, o trovão
- A festa de aniversário da Aline
- Os fugitivos da esquadra de Cabral
- Gente tem, bicho também: dente
- Gente tem, bicho também: língua
- Gente tem, bicho também: garganta
- Gente tem, bicho também: nariz
- Gente tem, bicho também: olho
- O livro do pé
- Manual de sobrevivência em festas e recepções com bufê escasso
- O menino e a rã
- O menino e o rio
- A outra perna do Saci
- O ovo azul
- Que bicho fez o buraco?
- Que bicho será que a cobra comeu?
- Que bicho será que botou o ovo?
- Que bicho será que fez a coisa?
- O rei careca
- Será mesmo que é bicho?
- O tesouro do rei
- O tesouro do quilombo
- O velho da montanha: uma aventura amazônica
- A viagem de Tamar, a tartaruga verde do mar
- O vô e o vento
- A mula com cabeça